# 썸남썸녀 (텔레비전 프로그램)
《썸남썸녀》는 싱글 스타들이 서로 자연스럽게 알아가며 진정한 사랑을 찾아가는 과정을 담은 리얼리티처럼 보였던 대본 설정 프로그램이다.
한편, 이 프로그램은 당초 K팝스타 4 후속으로 유력했지만 프로그램 성격이 가족들이 함께 보는 일요일 오후 예능 시간대와 어울리지 않는다는 이유 때문에 불발되었으며 우여곡절 끝에 화요일 밤 11시 15분으로 결정됐는데 여러 차례의 혹평 속에 3%대의 한자릿수 시청률로 고전을 면치 못한 채 14회 만에 막을 내렸고 SBS는 해당 프로그램 종영 뒤 2부작 단막극 더 에이스(2015년 8월 4일), 특집 프로그램 18초(2015년 8월 11일 ~ 18일)를 내보냈다.

## 방송 시간
| 방송 채널 | 방송 기간                         | 방송 시간                       | 비고     |
| SBS TV    |                                   |                                 |          |
| --------- | --------------------------------- | ------------------------------- | -------- |
| SBS TV    | 2015년 3월 1일                    | 일요일 오후 1시 35분 ~ 2시 15분 | 특별편성 |
| SBS TV    | 2015년 4월 28일 ~ 2015년 7월 28일 | 화요일 밤 11시 15분 ~ 12시 35분 | 정규편성 |

## 출연자
- 김지훈
- 심형탁
- 강균성
- 서인영
- 선우선
- 채정안
- 채연
- 윤소이
- 이수경
- 김정난

## 같이 보기
- SBS
- SBS TV

## 읽을 거리
- 힐링캠프, 기쁘지 아니한가
- 불타는 청춘
- 자기야 백년손님
- 정글의 법칙
- 나 혼자 산다
- 인간의 조건